# 2. корпус АРБиХ
2. корпус је био један од пет, а касније и седам корпуса Армије Републике Босне и Херцеговине основаних почетком 1992. године.

## Историја
2. корпус формиран је 29. септембра 1992. године са штабом у Тузли. Био је то највећи корпус АРБиХ и имао је највећу оперативну зону, од Бановића преко Градачца до Брчког до Кладња. Поред тога, имала је и јурисдикцију над полунезависном Оперативном групом 8, касније 28. дивизијом, у енклавама Сребреница и Жепа под заштитом Уједињених нација.

## Оперативне зоне
2. корпус је био надлежан за следеће округе: Тузлански (гдје је био штаб корпуса), Добојски, Бијељински, Зворнички, Сребренички, Жепачки.

## Команданти
- 1. командант: генерал-мајор Жељко Кнез
- 2. командант: бригадир Хазим Шадић
- 3. командант: бригадир Сеад Делић

## Јединице
2. корпус је имао 8 оперативних група:
- 1. Оперативна група (Градачац)
  - 21. бригада
  - 107. моторизована бригада "Змај од Босне" (Градачац)
  - 108. моторизована бригада (Брчко)
  - 108. бригада ХВО
  - 208. бригада
- 2. Оперативна група (Грачаница)
  - 109. брдска бригада (Добој)
  - 111. бригада (Грачаница)
  - 117. бригада "Џемишетски Голубови" (Лукавац)
- 3. Оперативна група (Кладањ)
  - Командант: Ердин Хрустић
    - 1. Оловска бригада
    - 121. брдска бригада (Кладањ)
    - 302. бригада
- 4. Оперативна група (Калесија)
  - 205. бригада (Калесија)
  - 206. брдска бригада (Зворник)
  - 207. брдска бригада (Тешањ)
- 5. Оперативна група (Тузла)
  - 1. тузланска бригада
  - 2. тузланска бригада
  - 3. тузланска бригада
- 6. Оперативна група (Живинице)
  - Командант: Хасан Муратовић
    - 116. брдска бригада
    - 118. бригада
    - 119. брдска бригада (Бановићи)
      - Командант: Нихад Шеховић

    - 210. бригада
- 7./Јужна оперативна група (Тешањ)
  - 110. бригада ХВО (Жепче)
  - 111. бригада ХВО (Усора)
  - 201. бригада (Маглај)
    - Командант: пуковник Есад Хиндић

  - 202. брдска бригада (Тешањ)
  - 203. моторизована бригада (Добој)
  - 204. брдска бригада (Теслић) (новембар 1994, Оперативна група 3. корпуса)
  - 207. бригаде
- 8. Оперативна група (Сребреница)
  - Командант: Насер Орић
  - Замјеник команданта: Фахрудин Алић
    - 180. бригада
    - 181. бригада
    - 183. бригада
    - 184. бригада
    - 283. бригада
      - Командант: мајор Хусо Халиловић
- 285. лака брдска бригада (Жепа)
  - Командант: пуковник Авдо Палић

## Оружје
- Застава М70  СФР Југославија активна од 1992–1995, 1995–данас
- М-16  Сједињене Државе активна од 1994–1996, 1996–данас
- АК-47  Совјетски Савез активан од 1991–1995, 1996–данас
- АР-15  Сједињене Државе активна од 1994–данас (које користе тузланске специјалне снаге данас)

## Војне операције и ангажовања
- Битка код Будучиног потока 1992.
- Операција "Прољеће" 1994.
- Битка за Озрен и Возућу
- Операција "Фарз 95"

## Занимљивости
- 204. теслићка брдска бригада је задобиола одређену пажњу на југословенској ратној музичкој сцени након што су рок песме које су изводили војници бригаде, предвођене Хасимом Хускићем и снимљене 1995. године, постављене на интернет.[2][3]